# Major League Soccer de 2019
A temporada 2019 da Major League Soccer foi a 107ª temporada de futebol sancionada pela FIFA nos Estados Unidos e no Canadá, a 41ª como primeira divisão nacional na América do Norte e a 24ª temporada da Major League Soccer. A temporada regular começou em 2 de março de 2019 e terminou em 6 de outubro. Os playoffs da MLS Cup começaram em 19 de outubro e terminaram com a MLS Cup 2019 em 10 de novembro, sob um novo formato que difere das temporadas anteriores. Os playoffs foram rodadas de partida única e incluíram 14 equipes. 
O FC Cincinnati ingressou na liga como uma franquia de expansão, elevando o número total de clubes para 24. O Minnesota United FC abriu seu primeiro estádio específico para futebol, o Allianz Field, em 13 de abril. 
O Atlanta United FC era o atual campeão da Copa MLS, enquanto o New York Red Bulls tinha sido o vencedor do Supporters' Shield. 

## Equipes
| Equipe               | Estadio                    | Capacidade |
| -------------------- | -------------------------- | ---------- |
| Colorado Rapids      | Dick's Sporting Goods Park | 18.061     |
| FC Dallas            | Toyota Stadium             | 20.500     |
| Houston Dynamo       | BBVA Stadium               | 22.039     |
| LA Galaxy            | Dignity Health Sports Park | 27.000     |
| Los Angeles FC       | Banc of California Stadium | 22.000     |
| Minnesota United     | Allianz Field              | 19.400     |
| Portland Timbers     | Providence Park            | 25.218     |
| Real Salt Lake       | Rio Tinto Staduim          | 20.213     |
| San Jose Earthquakes | Avaya Stadium              | 18.000     |
| Seattle Sounders     | CenturyLink Field          | 39.419     |
| Sporting Kansas City | Children's Mercy Park      | 18.467     |
| Vancouver Whitecaps  | BC Place                   | 22.120     |

| Equipe                 | Estádio               | Capacidade |
| ---------------------- | --------------------- | ---------- |
| Atlanta United         | Mercedez-Benz Stadium | 71.000     |
| Chicago Fire           | SeatGeek Stadium      | 20.000     |
| Cincinnati             | Nippert Stadium       | 32.250     |
| Columbus Crew          | Mapfre Stadium        | 19.968     |
| D.C. United            | Audi Field            | 20.000     |
| Montreal Impact        | Saputo Stadium        | 20.801     |
| New England Revolution | Gillette Stadium      | 20.000     |
| New York City FC       | Yankee Stadium        | 30.321     |
| New York Red Bulls     | Red Bull Arena        | 25.000     |
| Orlando City SC        | Exploria Stadium      | 25.250     |
| Philadelphia Union     | Talen Energy Stadium  | 18.500     |
| Toronto FC             | BMO Field             | 30.000     |

## Temporada Regular

### Formato
Cada clube jogará 34 jogos, incluindo 17 jogos em casa e 17 jogos fora. As equipes enfrentarão cada um dos oponentes da conferência duas vezes durante a temporada e os oponentes que não sejam da conferência uma vez. Metade dos jogos que não são da conferência será disputada em casa, e metade dos jogos que não serão da conferência serão disputados fora de casa.

#### Conferencia Leste
| Pos. | Equipe                 | J  | V  | D  | E  | GP | GC | SG  | Pts | Qualificado para...                                                   |
| ---- | ---------------------- | -- | -- | -- | -- | -- | -- | --- | --- | --------------------------------------------------------------------- |
| 1    | New York City FC       | 34 | 18 | 6  | 10 | 63 | 42 | +21 | 64  | Semifinais da Conferência e Liga dos Campeões da CONCACAF 2020        |
| 2    | Atlanta United FC      | 34 | 18 | 12 | 4  | 58 | 43 | +15 | 58  | Quartas de final da conferência e Liga dos Campeões da CONCACAF 2020b |
| 3    | Philadelphia Union     | 34 | 16 | 11 | 7  | 58 | 50 | +8  | 55  | Quartas de final da Conferência e Copa das Ligas 2020                 |
| 4    | Toronto FCc            | 34 | 13 | 10 | 11 | 57 | 52 | +5  | 50  | Quartas de final da Conferência e Copa das Ligas 2020                 |
| 5    | D.C. United            | 34 | 13 | 10 | 11 | 42 | 38 | +4  | 50  | Quartas de final da Conferência e Copa das Ligas 2020                 |
| 6    | New York Red Bullsa    | 34 | 14 | 14 | 6  | 53 | 51 | +2  | 48  | Quartas de final da Conferência e Copa das Ligas 2020                 |
| 7    | New England Revolution | 34 | 11 | 11 | 12 | 50 | 57 | –5  | 45  | Quartas de final da conferência                                       |
| 8    | Chicago Fire           | 34 | 10 | 12 | 12 | 55 | 47 | +8  | 42  |                                                                       |
| 9    | Montreal Impactc       | 34 | 12 | 17 | 5  | 47 | 60 | –13 | 41  | Liga dos Campeões da CONCACAF 2020d                                   |
| 10   | Columbus Crew          | 34 | 10 | 16 | 8  | 39 | 47 | –8  | 38  |                                                                       |
| 11   | Orlando City           | 34 | 9  | 15 | 10 | 44 | 52 | –8  | 37  |                                                                       |
| 12   | FC Cincinnati          | 34 | 6  | 22 | 6  | 31 | 75 | –44 | 24  |                                                                       |

a. Como o Atlanta United já está classificado para a Liga dos Campeões da CONCACAF 2020, a classificação passou para o sexto colocado, no caso, o New York Red Bulls.

b. Campeão da U.S. Open Cup de 2019.

c. Clubes canadenses não podem se classificar para a Liga dos Campeões da CONCACAF 2020 através da MLS.

d. Campeão do Campeonato Canadense de 2019.

#### Conferencia Oeste
| Pos. | Equipes              | J  | V  | D  | E  | GP | GC | SG  | Pts | Classificado para...                                                 |
| ---- | -------------------- | -- | -- | -- | -- | -- | -- | --- | --- | -------------------------------------------------------------------- |
| 1    | Los Angeles FC       | 34 | 21 | 4  | 9  | 85 | 37 | +48 | 72  | Semifinais da Conferência e Liga dos Campeões da CONCACAF 2020       |
| 2    | Seattle Sounders     | 34 | 16 | 10 | 8  | 52 | 49 | +3  | 56  | Quartas de final da Conferência e Liga dos Campeões da CONCACAF 2020 |
| 3    | Real Salt Lake       | 34 | 16 | 13 | 5  | 46 | 41 | +5  | 53  | Quartas de final da Conferência e Copa das Ligas 2020                |
| 4    | Minnesota United     | 34 | 15 | 11 | 8  | 52 | 43 | +9  | 53  | Quartas de final da Conferência e Copa das Ligas 2020                |
| 5    | LA Galaxy            | 34 | 16 | 15 | 3  | 58 | 59 | –1  | 51  | Quartas de final da Conferência e Copa das Ligas 2020                |
| 6    | Portland Timbers     | 34 | 14 | 13 | 7  | 52 | 48 | +3  | 49  | Quartas de final da Conferência e Copa das Ligas 2020                |
| 7    | FC Dallas            | 34 | 13 | 12 | 9  | 54 | 46 | +8  | 46  | Quartas de final da Conferência                                      |
| 8    | San Jose Earthquakes | 34 | 13 | 16 | 5  | 52 | 55 | –3  | 44  |                                                                      |
| 9    | Colorado Rapids      | 34 | 12 | 16 | 6  | 58 | 63 | –5  | 42  |                                                                      |
| 10   | Houston Dynamo       | 34 | 12 | 18 | 4  | 49 | 59 | –10 | 40  |                                                                      |
| 11   | Sporting Kansas City | 34 | 10 | 16 | 8  | 49 | 67 | –18 | 38  |                                                                      |
| 12   | Vancouver Whitecaps  | 34 | 8  | 16 | 10 | 37 | 59 | –22 | 34  |                                                                      |

### Classificação Geral
| Pos. | Equipes                | J  | V  | D  | E  | GP | GC | SG  | Pts | Classificados para...           |
| ---- | ---------------------- | -- | -- | -- | -- | -- | -- | --- | --- | ------------------------------- |
| 1    | Los Angeles FC         | 34 | 21 | 4  | 9  | 85 | 37 | +48 | 72  | 2020 CONCACAF Champions Leaguea |
| 2    | New York City FC       | 34 | 18 | 6  | 10 | 63 | 42 | +21 | 64  | 2020 CONCACAF Champions Leagueb |
| 3    | Atlanta United FC      | 34 | 18 | 12 | 4  | 58 | 43 | +15 | 58  | 2020 CONCACAF Champions Leaguec |
| 4    | Seattle Sounders FC    | 34 | 16 | 10 | 8  | 52 | 49 | +3  | 56  | 2020 CONCACAF Champions Leagued |
| 5    | Philadelphia Union     | 34 | 16 | 11 | 7  | 58 | 50 | +8  | 55  |                                 |
| 6    | Real Salt Lake         | 34 | 16 | 13 | 5  | 46 | 41 | +5  | 53  |                                 |
| 7    | Minnesota United FC    | 34 | 15 | 11 | 8  | 52 | 43 | +9  | 53  |                                 |
| 8    | LA Galaxy              | 34 | 16 | 15 | 3  | 58 | 59 | −1  | 51  |                                 |
| 9    | Toronto FC             | 34 | 13 | 10 | 11 | 57 | 52 | +5  | 50  |                                 |
| 10   | D.C. United            | 34 | 13 | 10 | 11 | 42 | 38 | +4  | 50  |                                 |
| 11   | Portland Timbers       | 34 | 14 | 13 | 7  | 52 | 49 | +3  | 49  |                                 |
| 12   | New York Red Bulls     | 34 | 14 | 14 | 6  | 53 | 51 | +2  | 48  |                                 |
| 13   | FC Dallas              | 34 | 13 | 12 | 9  | 54 | 46 | +8  | 48  |                                 |
| 14   | New England Revolution | 34 | 11 | 11 | 12 | 50 | 57 | −7  | 45  |                                 |
| 15   | San Jose Earthquakes   | 34 | 13 | 16 | 5  | 51 | 55 | −3  | 44  |                                 |
| 16   | Colorado Rapids        | 34 | 12 | 16 | 6  | 58 | 63 | −5  | 42  |                                 |
| 17   | Chicago Fire           | 34 | 10 | 12 | 12 | 55 | 47 | +8  | 42  |                                 |
| 18   | Montreal Impact        | 34 | 12 | 17 | 5  | 47 | 59 | −12 | 41  | 2020 CONCACAF Champions Leaguee |
| 19   | Houston Dynamo         | 34 | 12 | 18 | 4  | 49 | 59 | −10 | 40  |                                 |
| 20   | Columbus Crew SC       | 34 | 10 | 16 | 8  | 39 | 47 | −8  | 38  |                                 |
| 21   | Sporting Kansas City   | 34 | 10 | 16 | 8  | 49 | 67 | −18 | 38  |                                 |
| 22   | Orlando City SC        | 34 | 9  | 15 | 10 | 44 | 52 | −8  | 37  |                                 |
| 23   | Vancouver Whitecaps FC | 34 | 8  | 16 | 10 | 37 | 59 | −22 | 34  |                                 |
| 24   | FC Cincinnati          | 34 | 6  | 22 | 6  | 31 | 75 | −44 | 24  |                                 |

a. Campeão da Supporters' Shield e da Conferência Oeste.

b. Campeão da Conferência Leste.

c. Campeão da U.S. Open Cup 2019.

d. Campeão da MLS 2019.

e. Campeão do Campeonato Canadense de 2019.

## Playoffs

### Formato
Os playoffs da MLS Cup foram ampliados de 12 equipes para 14 na temporada de 2019, eliminando a antiga série de duas pernas e se propagando novamente em favor de um formato de playoff mais curto. As sete principais equipes de cada conferência avançaram para um único grupo de eliminação, com a equipe principal de cada conferência passando automaticamente pela primeira rodada. A final da Copa MLS foi realizada em 10 de novembro de 2019.

### Primeira rodada
| Conferência | Mandante            | Placar    | Visitante              | Data                  | Estádio               | Público |
| ----------- | ------------------- | --------- | ---------------------- | --------------------- | --------------------- | ------- |
| Leste       | Toronto FC          | 5–1 (pro) | D.C. United            | 19 de agosto de 2019  | BMO Field             | 25.331  |
| Leste       | Atlanta United FC   | 1–0       | New England Revolution | 19 de outubro de 2019 | Mercedes-Benz Stadium | 66.114  |
| Leste       | Philadelphia Union  | 4–3 (pro) | New York Red Bulls     | 20 de outubro de 2019 | Talen Energy Stadium  | 18.530  |
| Oeste       | Seattle Sounders FC | 4–3 (pro) | FC Dallas              | 19 de outubro de 2019 | CenturyLink Field     | 37.722  |
| Oeste       | Real Salt Lake      | 2–1       | Portland Timbers       | 19 de outubro de 2019 | Rio Tinto Stadium     | 17.452  |
| Oeste       | Minnesota United FC | 1–2       | LA Galaxy              | 20 de outubro de 2019 | Allianz Field         | 19.939  |

### Semifinal de Conferência
| Conferência | Mandante            | Placar | Visitante          | Data                  | Estádio                    | Público |
| ----------- | ------------------- | ------ | ------------------ | --------------------- | -------------------------- | ------- |
| Leste       | New York City FC    | 1–2    | Toronto FC         | 23 de outubro de 2019 | Citi Field                 | 19.829  |
| Leste       | Atlanta United FC   | 2–0    | Philadelphia Union | 24 de outubro de 2019 | Mercedes-Benz Stadium      | 41.507  |
| Oeste       | Seattle Sounders FC | 2–0    | Real Salt Lake     | 23 de outubro de 2019 | CenturyLink Field          | 37.722  |
| Oeste       | Los Angeles FC      | 5–3    | LA Galaxy          | 24 de outubro de 2019 | Banc of California Stadium | 22.902  |

### Final de Conferência
| Conferência | Mandante          | Placar | Visitante           | Data                  | Estádio                    | Público |
| ----------- | ----------------- | ------ | ------------------- | --------------------- | -------------------------- | ------- |
| Leste       | Atlanta United FC | 1–2    | Toronto FC          | 30 de outubro de 2019 | Mercedes-Benz Stadium      | 44.055  |
| Oeste       | Los Angeles FC    | 1–3    | Seattle Sounders FC | 29 de outubro de 2019 | Banc of California Stadium | 22.099  |

### Taça da MLS
| Mandante            | Placar | Visitante  | Data                   | Estádio           | Público |
| ------------------- | ------ | ---------- | ---------------------- | ----------------- | ------- |
| Seattle Sounders FC | 3–1    | Toronto FC | 10 de novembro de 2019 | CenturyLink Field | 69.274  |

## Premiação
| Major League Soccer de 2019 MLS Cup  |
| ------------------------------------ |
| Seattle Sounders Campeão (2º título) |

## Estatísticas dos jogadores
| Pos. | Jogador            | Clube               | Gols |
| ---- | ------------------ | ------------------- | ---- |
| 1    | Carlos Vela        | Los Angeles FC      | 34   |
| 2    | Zlatan Ibrahimović | Los Angeles Galaxy  | 30   |
| 3    | Josef Martínez     | Atlanta United      | 27   |
| 4    | Diego Rossi        | Los Angeles FC      | 16   |
| 5    | Héber              | New York City FC    | 15   |
| 5    | Kacper Przybyłko   | Philadelphia Union  | 15   |
| 5    | Chris Wondolowski  | San Jose Earthqukes | 15   |
| 8    | Kei Kamara         | Colorado Rapids     | 14   |
| 9    | Mauro Manotas      | Houston Dynamo      | 13   |
| 9    | Gyasi Zardes       | Columbus Crew SC    | 13   |
| 9    | C.J. Sapong        | Chicago Fire        | 13   |

| Pos. | Jogador             | Clube                  | Assistências |
| ---- | ------------------- | ---------------------- | ------------ |
| 1    | Maximiliano Moralez | New York City FC       | 20           |
| 2    | Diego Valeri        | Portland Timbers       | 16           |
| 3    | Carlos Vela         | Los Angeles FC         | 15           |
| 3    | Michael Barrios     | FC Dallas              | 15           |
| 5    | Carles Gil          | New England Revolution | 14           |
| 6    | Cristian Espinoza   | San Jose Earthquakes   | 13           |
| 7    | Nicolás Gaitán      | Chicago Fire           | 12           |
| 7    | Ján Greguš          | Minnesota United FC    | 12           |
| 7    | Nicolás Lodeiro     | Seattle Sounders       | 12           |
| 7    | Alejandro Pozuelo   | Toronto FC             | 12           |
| 7    | Julian Gressel      | Atlanta United FC      | 12           |

| Pos. | Jogador        | Clube               | Partidas |
| ---- | -------------- | ------------------- | -------- |
| 1    | Brad Guzan     | Atlanta United FC   | 14       |
| 1    | Bill Hamid     | D.C. United         | 14       |
| 3    | Vito Mannone   | Minnesota United FC | 11       |
| 4    | Stefan Frei    | Seattle Sounders    | 10       |
| 4    | Nick Rimando   | Real Salt Lake      | 10       |
| 6    | Tyler Miller   | Los Angeles FC      | 9        |
| 6    | Luis Robles    | New York Red Bulls  | 9        |
| 8    | David Bingham  | LA Galaxy           | 8        |
| 8    | Jesse González | FC Dallas           | 8        |

| Jogador            | Do Clube             | Sobre                | Placar | Data           |
| ------------------ | -------------------- | -------------------- | ------ | -------------- |
| Wayne Rooney       | D.C. United          | Real Salt Lake       | 5–0    | 16 de março    |
| Krisztián Németh   | Sporting Kansas City | Montreal Impact      | 7–1    | 30 de março    |
| Carlos Vela        | Los Angeles FC       | San Jose Earthquakes | 5–0    | 30 de março    |
| Diego Rossi        | Los Angeles FC       | D.C. United          | 4–0    | 6 de abril     |
| Chris Wondolowski  | San Jose Earthquakes | Chicago Fire         | 4–1    | 18 de maio     |
| Johnny Russell     | Sporting Kansas City | Seattle Sounders     | 3–2    | 26 de maio     |
| Zlatan Ibrahimović | LA Galaxy            | Los Angeles FC       | 3–2    | 19 de julho    |
| Kei Kamara         | Colorado Rapids      | Montreal Impact      | 6–3    | 3 de agosto    |
| Zlatan Ibrahimović | LA Galaxy            | Sporting Kansas City | 7–2    | 15 de setembro |
| Alexandru Mitriță  | New York City FC     | Atlanta United FC    | 4–1    | 25 de setembro |
| Carlos Vela        | Los Angeles FC       | Colorado Rapids      | 3–1    | 6 de outubro   |